# Ischlturm

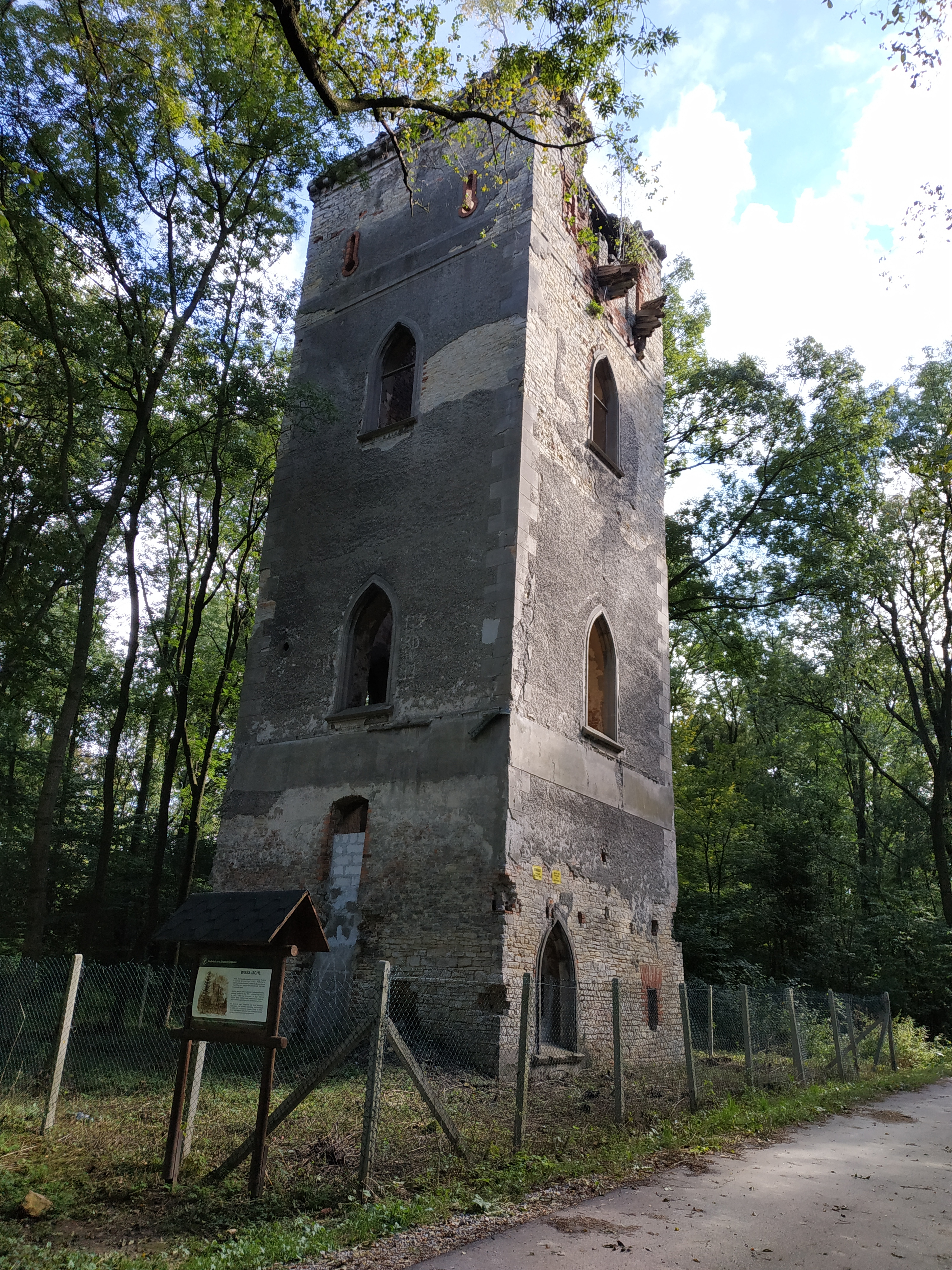
Der Ischlturm, 2022

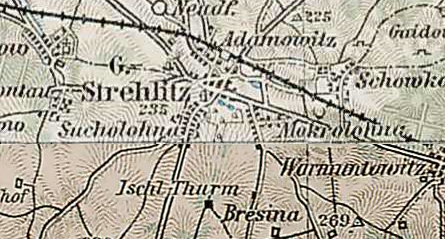
Der Ischl-Thurm südlich von Groß Strehlitz und südwestlich von Mokrolohna auf einer Karte von 1890

Der Ischlturm (polnisch Wieża Ischl, Aussprache [ˈvjɛʒɐ ˈɪʃl]) ist ein baufälliger, ehemaliger Aussichtsturm in Strzelce Opolskie (Groß Strehlitz). Er befindet sich südlich des Schlossparks, mit dem er über eine Allee verbunden ist, rund zwei Kilometer vom Ortskern entfernt.

## Geschichte
Der Ischlturm wurde 1840 in neugotischem Stil auf Veranlassung von Graf Andreas Maria von Renard erbaut und ist 47 Meter hoch. Sein Vorbild ist der Kolowratturm im österreichischen Ort Perneck bei Bad Ischl (damals Ischl). Daher kommt der Name des Turms. Der Ischlturm befand sich auf dem Ortsgebiet von Mokrolohna. Seit 1945 wurde der Ischlturm nicht mehr restauriert, wodurch er heute in einem schlechten Zustand und teilweise bereits verfallen ist. Alle hölzernen Anbauten sind nicht mehr erhalten.